# Acanthoctesia
Los acantoctesios (Acanthoctesia) son un infraorden de insectos dentro del orden de los lepidópteros que contiene una sola superfamilia, Acanthopteroctetoidea, y una sola familia, Acanthopteroctetidae, y que está formado por polillas conocidas en inglés como archaic sun moths. Actualmente están considerados el quinto grupo superior en el abanico de ramificaciones de la filogenia de los lepidópteros existentes (Kristensen y Skalski, 1999: 10). También representan el linaje más basal del grupo lepidóptero Coelolepida (Wiegmann et al., 2002) (junto con Lophocoronoidea y el enorme grupo Myoglossata), caracterizados en parte por la morfología de sus escamas (Kristensen, 1999: 53-54). Las polillas de esta superfamilia son normalmente pequeñas (aunque existe una con una envergadura alar de 15 mm.) e iridiscentes. Como en otros Coelolepida homoneuros y heteroneuros no ditrisios, los ocelos están ausentes. Presentan una serie de características estructurales distintivas (ver Kristensen, 1999: 53-54 para una visión general). Hay descritos dos géneros de estas primitivas polillas. Catapterix se describió originalmente dentro de su propia familia (Sinev, 1988), pero Acanthopteroctetes comparte con este grupo una serie de características estructurales especializadas, incluyendo una morfología alar similar (en A. unisfascia) (Nielsen y Kristensen, 1996: 1255).

## Distribución
Las cuatro especies de Acanthoctesia del género Acanthopteroctetes están muy localizadas al oeste de Norteamérica (Davis, 1978). Otro género, Catapterix, representado por una sola especie, proviene de sitios específicos en el Monte Karadag (Mount Karadag) y Krasnolesie , en la península de Crimea (Ucrania) (Zagulajev y Sinev, 1988). Un tercer taxón, sin describir, se conoce en Los Andes (Perú) (Kristensen, 1999: 54).

## Biología
Acanthopteroctetes son minadores del ramificado género Ceanothus (Rhamnaceae) (Kristensen, 1999: 53-54). El minador aparece como una mancha en la hoja, pasando el invierno como larva, y con la pupa dentro de un capullo sobre el terreno (Kristensen, 1999). Las polillas adultas, diurnas, eclosionan en primavera. La biología de Catapterix es, por el contrario, desconocida.

## Conservación
Estas primitivas polillas deben considerarse prioritarias respecto a su conservación ya que los géneros son ambos altamente distintivos desde un punto de vista evolucionista y presentan rangos muy estrechos  (Nielsen y Kristensen, 1996). Catapterix crimaea, aparentemente no anunciada más o menos desde su descripción (Zagulajev y Sinev, 1988; Zagulajev, 1992), debe sobre esta base ser una de las principales prioridades europeas en las inspecciones o monitorizaciones de conservación.